# Nyong-et-Soo
Departament Nyong-et-Soo – departament w Regionie Centralnym w Kamerunie ze stolicą w Mbalmayo. Na powierzchni 3 581 km² żyje około 142,9 tys. mieszkańców.